# Antalarmin
Antalarmin (CP-156,181) là một loại thuốc hoạt động như một chất đối kháng CRH1.
Hormone giải phóng Corticotropin (CRH), còn được gọi là yếu tố giải phóng Corticotropin, là một hormone peptide nội sinh được phát hành để đáp ứng với các tác nhân khác nhau như căng thẳng mãn tính và nghiện ma túy. Các yếu tố kích hoạt như vậy dẫn đến việc giải phóng corticotropin (ACTH), một loại hormone khác liên quan đến phản ứng sinh lý đối với stress. Sự giải phóng mãn tính CRH và ACTH được cho là có liên quan trực tiếp hoặc gián tiếp đến nhiều tác động sinh lý có hại của căng thẳng mãn tính, như giải phóng glucocorticoid quá mức, loét dạ dày, lo lắng, đái tháo đường, loãng xương, trầm cảm và phát triển tăng huyết áp hậu quả là vấn đề tim mạch.
Antalarmin là một loại thuốc không peptid ngăn chặn thụ thể CRH1, và do đó, làm giảm sự giải phóng ACTH để đáp ứng với căng thẳng mãn tính. Điều này đã được chứng minh ở động vật để giảm phản ứng hành vi với các tình huống căng thẳng, và đề xuất rằng chính Antalarmin, hoặc nhiều khả năng là thuốc đối kháng CRH1 mới hơn vẫn đang được phát triển, có thể hữu ích trong việc giảm hậu quả bất lợi cho sức khỏe của căng thẳng mãn tính ở người, cũng như có thể sử dụng trong điều trị các tình trạng như lo lắng, trầm cảm và nghiện ma túy.

## Cấu tạo hóa học
Sự tổng hợp của CP-154,526, một chất đối kháng không peptid của thụ thể CRH1, được mô tả lần đầu tiên vào năm 1997. Antalarmin, hay CP-156,181, là một chất tương tự gần giống với cấu trúc rất giống nhau và đã được chứng minh là dễ tổng hợp hơn. Những phát hiện từ một số nghiên cứu hóa học, dược động học và dược lý chỉ ra rằng hai hợp chất này có tính chất rất giống nhau. 

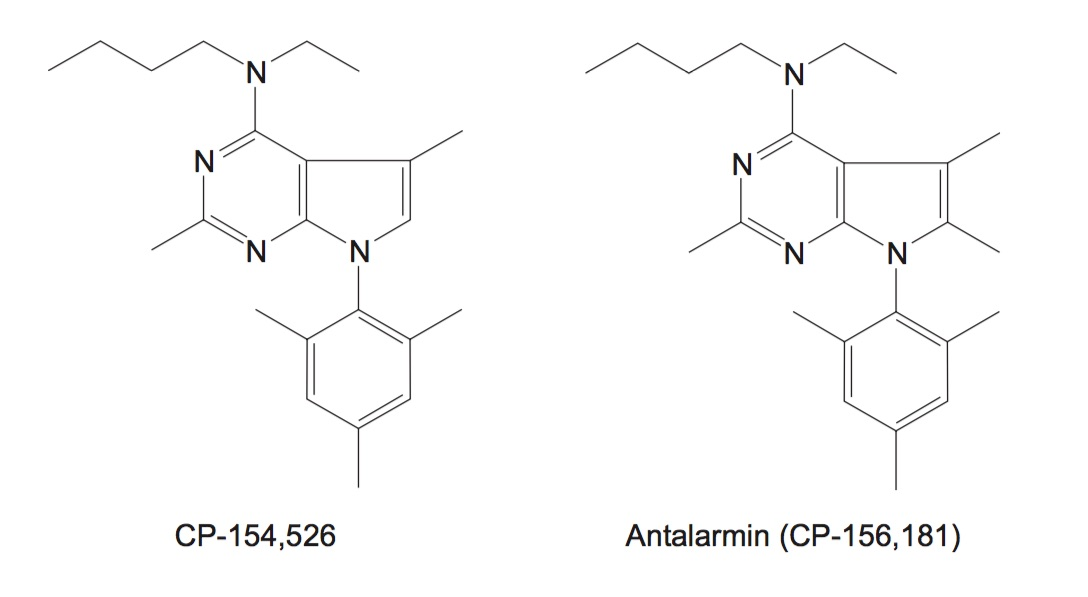
Cấu trúc hóa học của thụ thể CRH1 Chất đối kháng không peptide CP-154,526 và chất tương tự gần gũi của nó, Antalarmin (CP-156,181)

## Cơ chế hoạt động

### Gắn thụ thể
Như được chỉ ra trong Bảng 1, các xét nghiệm Adenylyl cyclase và cAMP đã được sử dụng trong các nghiên cứu chức năng khác nhau để xác định mức độ ức chế cAMP của hai chất đối kháng thụ thể CRH1: Antalarmin và CP-154,526. 
| Mô                                               | Loại khảo nghiệm | Hợp chất   | Tham số       |
| ------------------------------------------------ | ---------------- | ---------- | ------------- |
| Con người SH-SY5Y (U nguyên bào thần kinh)       | trại             | Antalarmin | pKb = 9,19    |
| Tế bào Y79 của con người (U nguyên bào võng mạc) | trại             | Antalarmin | IC50 = 0,8 nM |
| Con người SH-SY5Y                                | trại             | CP-154,526 | pKb = 7,76    |
| Chuột Cortex                                     | Lốc xoáy         | CP-154,526 | Ki = 3,7 nM   |

Một số nghiên cứu liên kết với thụ thể đã chỉ ra rằng Antalarmin và CP-154.526 có ái lực cao với các thụ thể CRH1, với cấu hình rất giống nhau. Bảng 2 cho thấy ái lực ràng buộc của từng hợp chất trong các dòng tế bào khác nhau. 
| Mô                | Hợp chất   | Ki (nM) | IC50 (nM) |
| ----------------- | ---------- | ------- | --------- |
| Chuột cống        | Antalarmin | 1.9     | 0,04      |
| Chuột trán Cortex | Antalarmin | 1,4     |           |
| Nhân bản          | Antalarmin | 6       | 5         |
| Chuột cống        | CP-154,526 | 1,4     |           |
| Chuột Cortex      | CP-154,526 | 5,7     |           |
| Nhân bản          | CP-154,526 | 10      |           |